# Persone di cognome Carter
| Questa pagina contiene informazioni ricavate automaticamente dalle voci biografiche con l'ausilio del template Bio e di un bot. L'aggiornamento è periodico e automatico e ricostruisce completamente la pagina. Se manca una persona in questa lista, sei pregato di non aggiungerla, ma accertati piuttosto che la sua voce biografica contenga il template Bio e che i dati anagrafici siano correttamente compilati. Se il template Bio manca, inseriscilo tu stesso o, in alternativa, metti l'avviso {{tmp\|Bio}} che ne segnala la mancanza. Se i dati riportati sono sbagliati, correggi direttamente la voce biografica; le modifiche saranno visibili in questa lista entro pochi giorni. Per chiarimenti vedi il progetto antroponimi. La lista contiene solo le 191 persone che sono citate nell'enciclopedia e per le quali è stato implementato correttamente il template Bio. Pagina aggiornata al 7 ago 2025. |

Questa è una lista di persone presenti nell'enciclopedia che hanno il cognome Carter, suddivise per attività principale.

## Allenatori di calcio(1)
- Darren Carter, allenatore di calcio e ex calciatore inglese (Solihull, n. 1983)

## Allenatori di pallacanestro(1)
- Anthony Carter, allenatore di pallacanestro e ex cestista statunitense (Milwaukee, n. 1975)

## Alpinisti(1)
- Hubert Adams Carter, alpinista e insegnante statunitense (Newton, n. 1914 - † 1995)

## Archeologi(1)
- Howard Carter, archeologo e egittologo britannico (Londra, n. 1874 - Londra, † 1939)

## Artiste(1)
- Maybelle Carter, artista statunitense (Nickelsville, n. 1909 - Madison, † 1978)

## Attori(12)
- Alex Carter, attore canadese (Toronto, n. 1963)
- Clive Carter, attore e cantante britannico
- Dominic Carter, attore britannico (Liverpool, n. 1966)
- Glenn Carter, attore e cantante britannico (Staffordshire, n. 1964)
- Jack Carter, attore e comico statunitense (New York, n. 1922 - Beverly Hills, † 2015)
- Jim Carter, attore britannico (Harrogate, n. 1948)
- Michael Patrick Carter, attore statunitense (Huntington Beach, n. 1981)
- Milan Carter, attore statunitense (Filadelfia Ovest, n. 1987)
- Ralph Carter, attore e cantante statunitense (New York, n. 1961)
- Richard Carter, attore e comico australiano (Sydney, n. 1953 - † 2019)
- T. K. Carter, attore e doppiatore statunitense (New York, n. 1956)
- Tom Austen, attore britannico (Hampshire, n. 1987)

## Attrici(12)
- Ann Carter, attrice statunitense (Syracuse, n. 1936 - North Bend, † 2014)
- Bessie Carter, attrice britannica (Londra, n. 1993)
- Dixie Carter, attrice statunitense (McLemoresville, n. 1939 - Houston, † 2010)
- Finn Carter, attrice statunitense (Greenville, n. 1960)
- Helena Carter, attrice statunitense (New York City, n. 1923 - Culver City, † 2000)
- Joelle Carter, attrice e modella statunitense (Thomasville, n. 1972)
- Krysta Carter, attrice canadese (Toronto, n. 1984)
- Lauren Ashley Carter, attrice statunitense
- Lynda Carter, attrice e cantante statunitense (Phoenix, n. 1951)
- Mrs. Leslie Carter, attrice statunitense (Lexington, n. 1857 - Santa Monica, † 1937)
- Myra Carter, attrice statunitense (Chicago, n. 1929 - New York, † 2016)
- Sarah Carter, attrice canadese (Toronto, n. 1980)

## Attrici pornografiche(4)
- Diana DeVoe, ex attrice pornografica e regista statunitense (Waianae, n. 1980)
- Gabbie Carter, attrice pornografica statunitense (Austin, n. 2000)
- Rayveness, attrice pornografica statunitense (Jamestown, n. 1972)
- Lily Carter, ex attrice pornografica statunitense (Yoncalla, n. 1990)

## Bassisti(1)
- Nibbs Carter, bassista britannico (Cleethorpes, n. 1966)

## Batteristi(1)
- Ernest Carter, batterista statunitense (Asbury Park, n. 1952)

## Calciatori(7)
- Bertu Carter, ex calciatore maltese (n. 1952)
- Brian Carter, calciatore inglese (Dorchester, n. 1938 - † 2019)
- Hayden Carter, calciatore inglese (Stockport, n. 1999)
- Raich Carter, calciatore e allenatore di calcio britannico (Sunderland, n. 1913 - Willerby, † 1994)
- Kevon Carter, calciatore trinidadiano (Port of Spain, n. 1983 - Macqueripe, † 2014)
- Rene Carter, calciatore britannico (n. 1987)
- Wilf Carter, calciatore inglese (Wednesbury, n. 1933 - Bath, † 2013)

## Calciatrici(2)
- Jess Carter, calciatrice britannica (Warwick, n. 1997)
- Trudi Carter, calciatrice giamaicana (Kingston, n. 1994)

## Cantanti(11)
- Nick Carter, cantante e musicista statunitense (Jamestown, n. 1980)
- Aaron Carter, cantante, rapper e attore statunitense (Tampa, n. 1987 - Lancaster, † 2022)
- Anita Carter, cantante statunitense (Maces Spring, n. 1933 - Goodlettsville, † 1999)
- Betty Carter, cantante statunitense (Flint, n. 1929 - New York, † 1998)
- Blue Ivy Carter, cantante e ballerina statunitense (New York, n. 2012)
- Carlene Carter, cantante e chitarrista statunitense (Nashville, n. 1955)
- Clarence Carter, cantante e musicista statunitense (Montgomery, n. 1936)
- John Carter, cantante, paroliere e produttore discografico britannico (Birmingham, n. 1942)
- Leslie Carter, cantante statunitense (Tampa, n. 1986 - Westfield, † 2012)
- Nell Carter, cantante e attrice statunitense (Birmingham, n. 1948 - Beverly Hills, † 2003)
- Valerie Carter, cantante statunitense (Winter Haven, n. 1953 - St. Petersburg, † 2017)

## Cantautrici(2)
- Deana Carter, cantautrice statunitense (Nashville, n. 1966)
- Monifah, cantautrice, attrice e personaggio televisivo statunitense (Manhattan, n. 1972)

## Cardinali(1)
- Gerald Emmett Carter, cardinale e arcivescovo cattolico canadese (Montréal, n. 1912 - Toronto, † 2003)

## Cestiste(5)
- Amisha Carter, ex cestista statunitense (Oakland, n. 1982)
- Arica Carter, cestista statunitense (Los Angeles, n. 1996)
- Chennedy Carter, cestista statunitense (Fort Worth, n. 1998)
- Deborah Carter, ex cestista statunitense (Atlanta, n. 1972)
- Sydney Carter, ex cestista statunitense (Dallas, n. 1990)

## Cestisti(26)
- Chris Carter, cestista statunitense (Port St. Lucie, n. 1992)
- Fred Carter, ex cestista e allenatore di pallacanestro statunitense (Filadelfia, n. 1945)
- Jake Carter, cestista e allenatore di pallacanestro statunitense (LaRue, n. 1924 - Lubbock, † 2012)
- Jevon Carter, cestista statunitense (Maywood, n. 1995)
- Josh Carter, ex cestista statunitense (Dallas, n. 1986)
- Keith Carter, ex cestista statunitense (Morrilton, n. 1976)
- Reggie Carter, cestista statunitense (New York, n. 1957 - Huntington, † 1999)
- Ron Carter, ex cestista statunitense (Pittsburgh, n. 1956)
- T.J. Carter, ex cestista statunitense (Mechanicsville, n. 1985)
- Tweety Carter, ex cestista statunitense (New Orleans, n. 1986)
- Ben Carter, cestista statunitense (Tel Aviv, n. 1994)
- Butch Carter, ex cestista e allenatore di pallacanestro statunitense (Springfield, n. 1958)
- Darius Carter, cestista statunitense (Akron, n. 1992)
- Devin Carter, cestista statunitense (Miami, n. 2002)
- George Carter, cestista statunitense (Buffalo, n. 1944 - Las Vegas, † 2020)
- Howard Carter, ex cestista statunitense (Baton Rouge, n. 1961)
- Javier Carter, cestista statunitense (Cleveland, n. 1991)
- Justin Carter, cestista statunitense (Gaithersburg, n. 1987)
- Maurice Carter, ex cestista statunitense (Jackson, n. 1976)
- Myles Carter, cestista statunitense (Chicago, n. 1997)
- Paul Carter, ex cestista statunitense (Los Angeles, n. 1987)
- Rhys Carter, ex cestista australiano (Sale, n. 1984)
- Russell Carter, ex cestista statunitense (Francoforte sul Meno, n. 1985)
- Tyson Carter, cestista statunitense (Starkville, n. 1998)
- Vince Carter, ex cestista statunitense (Daytona Beach, n. 1977)
- Warren Carter, ex cestista statunitense (Dallas, n. 1985)

## Chitarristi(1)
- Neil Carter, chitarrista britannico (Harrietsham, n. 1958)

## Ciclisti su strada(1)
- Mike Carter, ex ciclista su strada, ciclocrossista e dirigente sportivo statunitense (Denver, n. 1963)

## Compositori(1)
- Elliott Carter, compositore statunitense (New York, n. 1908 - New York, † 2012)

## Contrabbassisti(1)
- Ron Carter, contrabbassista statunitense (Ferndale, n. 1937)

## Costumiste(1)
- Ruth E. Carter, costumista e produttrice cinematografica statunitense (Springfield, n. 1960)

## Disegnatori(1)
- Matthew Carter, disegnatore inglese (Londra, n. 1937)

## Fisici(1)
- Brandon Carter, fisico australiano (n. 1942)

## Fotografi(1)
- Ovie Carter, fotografo statunitense (Indianola, n. 1946)

## Geologi(1)
- Robert M. Carter, geologo e paleontologo britannico (Reading, n. 1942 - Townsville, † 2016)

## Giocatori di baseball(1)
- Gary Carter, giocatore di baseball statunitense (Culver City, n. 1954 - Palm Beach Gardens, † 2012)

## Giocatori di football americano(25)
- Abdul Carter, giocatore di football americano statunitense (Filadelfia, n. 2004)
- Alex Carter, giocatore di football americano statunitense (Fairfax, n. 1994)
- Barrett Carter, giocatore di football americano statunitense (Suwanee, n. 2002)
- Bruce Carter, giocatore di football americano statunitense (Havelock, n. 1988)
- Chris Carter, giocatore di football americano statunitense (Los Angeles, n. 1989)
- Drew Carter, giocatore di football americano statunitense (Solon, n. 1981)
- Dale Carter, ex giocatore di football americano statunitense (Covington, n. 1969)
- David Carter, giocatore di football americano statunitense (Los Angeles, n. 1987)
- David Carter, giocatore di football americano statunitense (Vincennes, n. 1953 - Vincennes, † 2021)
- DeAndre Carter, giocatore di football americano statunitense (San Jose, n. 1993)
- DeWayne Carter, giocatore di football americano statunitense (Pickerington, n. 2000)
- Delone Carter, ex giocatore di football americano statunitense (Akron, n. 1987)
- Dexter Carter, ex giocatore di football americano statunitense (Baxley, n. 1967)
- Cris Carter, ex giocatore di football americano statunitense (Troy, n. 1965)
- Ja'Tyre Carter, giocatore di football americano statunitense (White Castle, n. 1999)
- Jalen Carter, giocatore di football americano statunitense (Apopka, n. 2001)
- Ki-Jana Carter, ex giocatore di football americano statunitense (Westerville, n. 1973)
- Kevin Carter, ex giocatore di football americano statunitense (Miami, n. 1973)
- Quincy Carter, ex giocatore di football americano statunitense (Decatur, n. 1977)
- Michael Carter, giocatore di football americano statunitense (Navarre, n. 1999)
- Quinton Carter, giocatore di football americano statunitense (Las Vegas, n. 1988)
- Andre Carter, ex giocatore di football americano statunitense (Denver, n. 1979)
- Thaine Carter, ex giocatore di football americano canadese (Nanaimo, n. 1987)
- Virgil Carter, ex giocatore di football americano statunitense (Annabella, n. 1945)
- Zachary Carter, giocatore di football americano statunitense (Tampa, n. 1999)

## Giocatori di poker(1)
- Brent Carter, giocatore di poker statunitense (Oak Park, n. 1948)

## Giocatori di snooker(1)
- Ali Carter, giocatore di snooker inglese (Colchester, n. 1979)

## Giornalisti(2)
- Graydon Carter, giornalista e attore canadese (Toronto, n. 1949)
- Kevin Carter, giornalista e fotografo sudafricano (Johannesburg, n. 1960 - Johannesburg, † 1994)

## Hockeisti su ghiaccio(3)
- Anson Carter, ex hockeista su ghiaccio canadese (Scarborough, n. 1974)
- Jeff Carter, hockeista su ghiaccio canadese (London, n. 1985)
- Ryan Carter, ex hockeista su ghiaccio statunitense (White Bear Lake, n. 1983)

## Imprenditori(1)
- Harper Carter, imprenditore e attore statunitense (n. 1939)

## Imprenditrici(1)
- Dixie Carter, imprenditrice e personaggio televisivo statunitense (Dallas, n. 1964)

## Matematici(1)
- Roger Carter, matematico statunitense (n. 1934 - Wirral, † 2022)

## Medici(1)
- Henry Vandyke Carter, medico, anatomista e illustratore inglese (Hull, n. 1831 - Scarborough, † 1897)

## Militari(1)
- Albert Desbrisay Carter, militare e aviatore canadese (Point de Bute, n. 1892 - Shoreham-by-Sea, † 1919)

## Musiciste(3)
- Helen Carter, musicista statunitense (n. 1927 - † 1998)
- Regina Carter, musicista statunitense (Detroit, n. 1966)
- Sara Carter, musicista statunitense (Copper Creek, n. 1898 - † 1979)

## Musicisti(3)
- A.P. Carter, musicista statunitense (Maces Spring, n. 1891 - Kingsport, † 1960)
- Chris Carter, musicista inglese (Londra, n. 1953)
- John Carter, musicista e compositore statunitense (Fort Worth, n. 1929 - New York, † 1991)

## Nuotatori(3)
- Dylan Carter, nuotatore trinidadiano (Santa Clara, n. 1996)
- James Carter, ex nuotatore britannico (n. 1957)
- Keith Carter, nuotatore statunitense (Akron, n. 1924 - Asheville, † 2013)

## Ostacoliste(1)
- Kori Carter, ostacolista statunitense (Claremont, n. 1992)

## Ostacolisti(1)
- James Carter, ex ostacolista statunitense (Baltimora, n. 1978)

## Pesiste(1)
- Michelle Carter, pesista statunitense (San Jose, n. 1985)

## Pesisti(1)
- Mike Carter, ex pesista e ex giocatore di football americano statunitense (Dallas, n. 1960)

## Piloti motociclistici(1)
- Alan Carter, pilota motociclistico britannico (Halifax, n. 1964)

## Poetesse(1)
- Elizabeth Carter, poetessa, scrittrice e traduttrice inglese (Deal, n. 1717 - Londra, † 1806)

## Politici(5)
- Ashton Carter, politico statunitense (Filadelfia, n. 1954 - Boston, † 2022)
- Buddy Carter, politico statunitense (Port Wentworth, n. 1957)
- Jimmy Carter, politico e filantropo statunitense (Plains, n. 1924 - Plains, † 2024)
- John Carter, politico statunitense (Houston, n. 1941)
- Troy Carter, politico statunitense (New Orleans, n. 1963)

## Pugili(2)
- Jimmy Carter, pugile statunitense (Aiken, n. 1923 - † 1994)
- Rubin Carter, pugile statunitense (Clifton, n. 1937 - Toronto, † 2014)

## Rapper(6)
- A-Plus, rapper e beatmaker statunitense (Denver, n. 1974)
- Lil Wayne, rapper e produttore discografico statunitense (New Orleans, n. 1982)
- Playboi Carti, rapper statunitense (Atlanta, n. 1995)
- Jay-Z, rapper, imprenditore e produttore discografico statunitense (New York, n. 1969)
- Flo Milli, rapper statunitense (Mobile, n. 2000)
- Murs, rapper statunitense (Los Angeles, n. 1978)

## Registi(3)
- Chris Carter, regista, sceneggiatore e produttore televisivo statunitense (Bellflower, n. 1956)
- Peter Carter, regista canadese (n. 1933 - † 1982)
- Thomas Carter, regista, produttore televisivo e attore statunitense (Austin, n. 1953)

## Rugbisti a 13(1)
- Mark Carter, ex rugbista a 13 e ex rugbista a 15 neozelandese (Auckland, n. 1968)

## Rugbisti a 15(3)
- Dan Carter, ex rugbista a 15 neozelandese (Christchurch, n. 1982)
- George Carter, rugbista a 15 neozelandese (Auckland, n. 1854 - Auckland, † 1922)
- Sam Carter, rugbista a 15 australiano (Sydney, n. 1989)

## Sassofonisti(3)
- Benny Carter, sassofonista, trombettista e arrangiatore statunitense (New York, n. 1907 - Los Angeles, † 2003)
- Daniel Carter, sassofonista, flautista e clarinettista statunitense (Wilkinsburg, n. 1945)
- James Carter, sassofonista statunitense (Detroit, n. 1969)

## Scenografi(1)
- Rick Carter, scenografo e produttore cinematografico statunitense (Los Angeles, n. 1952)

## Sciatrici alpine(1)
- Laurel Carter, ex sciatrice alpina statunitense (n. 1986)

## Scrittori(1)
- Lin Carter, scrittore statunitense (Saint Petersburg, n. 1930 - Montclair, † 1988)

## Scrittrici(1)
- Angela Carter, scrittrice e giornalista britannica (Eastbourne, n. 1940 - Londra, † 1992)

## Storici(1)
- Joseph Coleman Carter, storico e scrittore statunitense (n. 1941)

## Tenniste(3)
- Denise Carter, ex tennista statunitense (n. 1950)
- Hayley Carter, tennista statunitense (Hilton Head Island, n. 1995)
- Mary Carter, ex tennista australiana (Sydney, n. 1934)

## Tennisti(1)
- David Carter, ex tennista australiano (Bundaberg, n. 1956)

## Tipografi(1)
- William Carter, tipografo inglese (Londra - Tyburn, † 1584)

## Triatleti(1)
- Hamish Carter, triatleta neozelandese (Auckland, n. 1971)

## Triplisti(1)
- Chris Carter, triplista statunitense (Hearne, n. 1989)

## Tuffatori(1)
- Matthew Carter, tuffatore australiano (North Adelaide, n. 2000)

## Velocisti(2)
- Nesta Carter, ex velocista giamaicano (Manchester, n. 1985)
- Xavier Carter, velocista statunitense (Palm Bay, n. 1985)

## Wrestler(2)
- Brandon Carter, wrestler statunitense (Lakewood Township, n. 1986)
- Stacy Carter, ex wrestler statunitense (Memphis, n. 1973)